# Lukšič
Lukšič je priimek več znanih Slovencev:

## Znani nosilci priimka
- Andrej Lukšič (*1960), politolog, ekolog
- Branko Lukšič (*1952), politik (drž. svetnik)
- Igor Lukšič (*1961), politolog, univ. profesor in politik
- Katarina Lukšič, amaterska igralka
- Stanislav Lukšič - "Luka" (1944 - 2020), strojnik, vodja razvoja IMV/Adria Mobil Novo Mesto
- Marina Lukšič Hacin (*1965), sociologinja, kulturna antropologinja
- Marta Macedoni Lukšič (*196#), zdravnica pediatrinja, nevropsihiatrinja
- Matic Lukšič (*1992), igralec
- Miha Lukšič, kemijski tehnolog
- Mojca Lukšič (*1971), ravnateljica Gimnazije Novo mesto, predsednica Skupnosti splošnih gimnazij
- Tina Lukšič, nogometašica
- Žiga Lukšič, matematik

## Glej še
- priimke Lukšić in Lukič/Lukić, Lukežič, Luketič
- priimke Lukančič, Lukan, Lukanc, Lukman
- priimek Pukšič